# Carlisle United FC
Carlisle United FC är en engelsk professionell fotbollsklubb i Carlisle, grundad 1904. Hemmamatcherna spelas på Brunton Park. Smeknamnen är The Cumbrians och The Blues. Klubben spelar i League Two.

## Historia

Klubbens ligaplaceringar från och med 1928.

Klubben grundades 1904 när medlemmarna i Shaddongate United bestämde att klubben skulle byta namn till Carlisle United. Den nya klubben spelade till att börja med sina matcher på Milhome Bank, för att senare flytta till Devonshire Park innan man slutligen hamnade på Brunton Park.
Carlisle United valdes in i The Football Leagues Third Division North 1928 och hade sin största framgång säsongen 1974/75 då de spelade en säsong i ligans högsta division, First Division (motsvarande dagens Premier League), där det dock blev en sistaplats. Därefter har klubben som lägst varit nere i Conference National (nivå 5 i det engelska ligasystemet) säsongen 2004/05.

## Meriter

### Liga
- Premier League eller motsvarande (nivå 1): 22:a 1974/75 (högsta ligaplacering)
- League One eller motsvarande (nivå 3): Mästare 1964/65
- League Two eller motsvarande (nivå 4): Mästare 1994/95, 2005/06
- Lancashire Combination Division 2: Mästare 1906/07
- North Eastern League: Mästare 1921/22

### Cup
- EFL Trophy: Mästare 1996/97, 2010/11
- Cumberland Senior Cup: Mästare 1989/90, 1992/93, 2001/02, 2004/05, 2007/08, 2010/11, 2011/12, 2012/13, 2014/15

## Kända före detta spelare
- Peter Beardsley
- Stan Bowles
- Michael Bridges
- Matt Jansen

## Klubbrekord
- Största seger: 8–0, mot Hartlepools United, Third Division North, 1 september 1928
- Flest mål under en säsong: 113, Fourth Division, 1963/64
- Flest mål av en spelare under en säsong: 42, Jimmy McConnell, 1928/29
- Flest mål totalt: 126, Jimmy McConnell, 1928–1932
- Flest ligamatcher: 466, Alan Ross, 1963–1979

## Spelare

### Spelartrupp
| 1  | Tjeckien | Tomáš Holý       | 10 december 1991 | Ipswich Town (-22) |
| 13 | England  | Gabriel Breeze   | 30 december 2003 | Carlisle United FC |
| 25 | Island   | Jökull Andrésson | 25 augusti 2001  | Reading (-23)      |

| 2  | England   | Fin Back        | 25 september 2002 | Nottingham Forest (-22) |
| 3  | Skottland | Jack Armer      | 16 april 2001     | Preston North End (-20) |
| 5  | Skottland | Sam Lavelle     | 3 oktober 1996    | Charlton Athletic (-23) |
| 6  | England   | Paul Huntington | 17 september 1987 | Preston North End (-22) |
| 17 | Irland    | Corey Whelan    | 10 december 1997  | Wigan Athletic (-21)    |
| 18 | England   | Jack Ellis      | 24 oktober 2003   | Carlisle United FC      |
| 19 | England   | Jack Robinson   | 21 juni 2001      | Middlesbrough (-23)     |
| 22 | England   | Jon Mellish     | 19 september 1997 | Gateshead (-19)         |
| 26 | England   | Ben Barclay     | 7 oktober 1996    | Stockport County (-22)  |

| 4  | England    | Owen Moxon      | 17 januari 1998  | Annan Athletic (-22)      |
| 7  | England    | Jordan Gibson   | 26 februari 1998 | Sligo Rovers (-21)        |
| 8  | England    | Callum Guy      | 25 november 1996 | Blackpool (-20)           |
| 10 | Nordirland | Alfie McCalmont | 25 mars 2000     | Leeds United (-23)        |
| 15 | England    | Taylor Charters | 2 oktober 2001   | Carlisle United FC        |
| 16 | England    | Jayden Harris   | 4 september 1999 | Aldershot Town (-22)      |
| 21 | Skottland  | Dylan McGeouch  | 15 januari 1993  | Forest Green Rovers (-23) |

| 9  | England | Ryan Edmondson     | 20 maj 2001       | Leeds United (-22)     |
| 11 | England | Daniel Butterworth | 14 september 1999 | Blackburn Rovers (-23) |
| 12 | Finland | Terry Ablade       | 12 oktober 2001   | Fulham (-23)           |
| 14 | England | Joe Garner         | 12 april 1988     | Fleetwood Town (-23)   |
| 24 | Irland  | Sean Maguire       | 1 maj 1994        | Coventry City (-23)    |
| 27 | England | Luke Plange        | 4 november 2002   | Crystal Palace (-23)   |
| 28 | Irland  | Joshua Kayode      | 4 maj 2000        | Rotherham United (-23) |

Not: Spelare i kursiv stil är inlånade.

### Utlånade spelare
| Nr | Land    | Pos | Namn                                              |
| -- | ------- | --- | ------------------------------------------------- |
| 20 | England | F   | Max Kilsby (i Annan Athletic till 1 januari 2024) |

| Nr | Land    | Pos | Namn                                           |
| -- | ------- | --- | ---------------------------------------------- |
| 23 | England | MF  | Kai Nugent (i Annan Athletic till 31 maj 2024) |